# Музей «Пам'ять єврейського народу та Голокост в Україні»

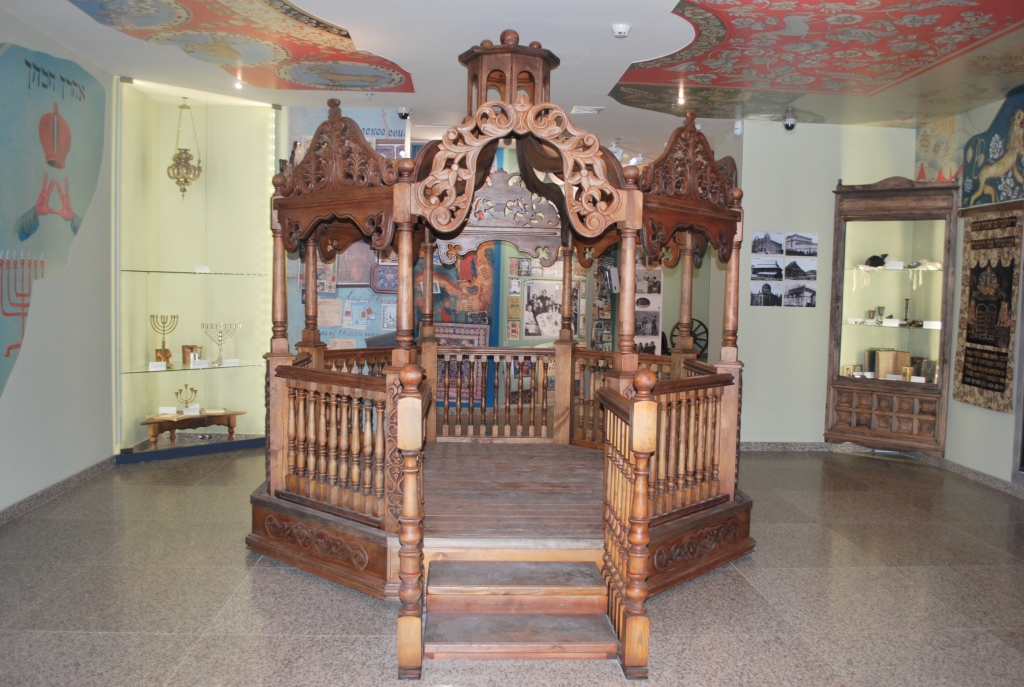
Перша зала Музею, присвячена юдаїзму.

Музей «Пам'ять єврейського народу та Голокост в Україні» — найбільший в Україні музей з історії єврейського народу та Голокосту. Розташовується у єврейському культурно-бізнесовому центрі «Менора» в Дніпрі. Офіційне відкриття музею відбулось у жовтні 2012 року.

## Історія  музею
Робота над створенням музею розпочалася 1999 року, коли було зареєстровано центр «Ткума» (в перекладі з івриту — «відродження»). З 2001 року — це громадська організація, яка займається збором і науковим аналізом відомостей про життя євреїв на території нинішньої України, починаючи з XVII ст. Сама ідея створення центру «Ткума» була підпорядкована цій меті — насамперед, збір та систематизація експонатів з єврейської історії, проектування експозиції майбутнього музею; здійснення наукової й освітньої роботи.
У першій версії концепції музею, яку розробив Іцхак Мейс, відомий створенням Музею Голокосту в Нью-Йорку, була зроблена спроба показати столітню історію єврейського життя на території України, починаючи від перших єврейських поселень, періоду царизму і правління Габсбургів, 1772—1917 років. Центральним в цій концепції був Голокост. Ряд ідей Мейса був використаний у концепції Ігоря Щупака, яка була розроблена в 2004—2005 рр. У 2010 р. була остаточно оформлена і прийнята концепція музею.
Реалізація проекту створення музею стала можливою завдяки діяльності Дніпровської єврейської громади на чолі з її духовним керівником рабином Шмуелем Камінецьким, потужної організаційної та фінансової підтримки лідерів громади — Геннадія Боголюбова та Ігоря Коломойського, сприянню «Джойнта» та інших єврейських організацій, а також роботі співробітників «Ткуми».
Всі небайдужі могли передати центру «Менора» свої сімейні реліквії, історичні предмети, документи, пов'язані з ключовими моментами історії єврейського народу в Україні. У створенні колекції брали участь активісти місцевих єврейських громад. Унікальні артефакти для експозиції музею передали Шмуель Камінецький, Ігор Коломойський, Олег Корбан, Олександр Крейнін, Леонід Лівшиц, Лада і Леон Шерман, організація «Гвардія Дніпро» та інші. Інститут «Ткума» співпрацює з десятками наукових, музейних, архівних інституцій не лише України, а й Білорусі, Німеччини, Ізраїлю, Канади, Польщі, Росії, США, інших держав, які також зробили свій внесок і поповнили експозиції.
Немало для вивчення історії євреїв України зробили зарубіжні дослідники. Так, величезний архів аудіо- та відеоінтерв'ю свідків Голокосту зібрали в Східній Європі представники фонду Стівена Спілберга, автора знаменитого фільму «Список Шиндлера». Цей найцінніший пласт усної історії зберігається в архівному центрі в Лос-Анджелесі. Багато записів надійшли в розпорядження музею. При створенні експозицій використовувались досягнення та досвід провідних музеїв та музейно-виставкових центрів світу (Яд Вашем, Ізраїль; Берлінський Єврейський музей, Німеччина; Варшавський музей і Єврейський історичний інститут, Польща тощо), оригінальні художні засоби та дизайн, а також новітні інформаційні, аудіовізуальні мультимедійні технології.

## Перша зала— «Світ, знищений Голокостом»
Складається з розділів, присвячених юдаїзму та духовному світові євреїв, а також ключовим подіям історії євреїв України XVII–XX століть. Серед експонатів — старовинні сувої Книги Книг, Корони Тори, колекція мезуз, рімонім та інших предметів, а разом із тим — описання драматичних історій реліквій, що були свідками і подій XIX ст. і Голокосту. У цьому залі встановлено мультимедійні інсталяції, інфокіоски доповнюються відтвореною майстернею єврея-чоботаря та катеринославським фотоательє.

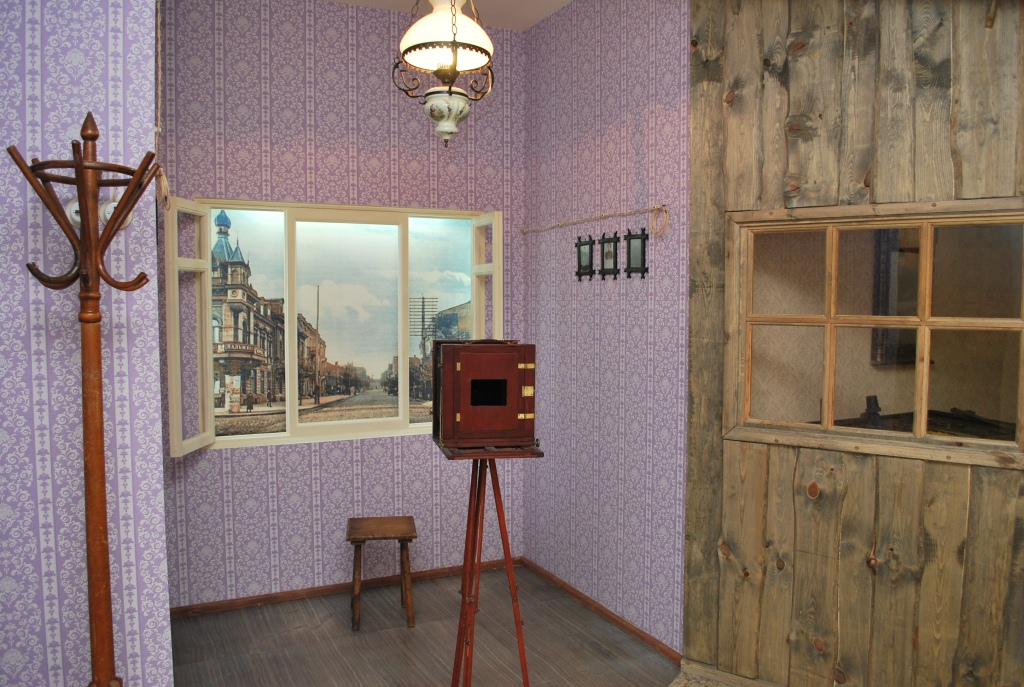
Перша зала Музею. Відтворення катеринославського фотоательє та майстерні єврея-чоботаря

Особливе місце присвячено історії хасидизму, життю і діяльності сьомого Любавицького Ребе Менахема-Мендла Шнеєрсона. Це тим більш важливо для Дніпра, що з ним тісно пов'язані доля і діяльність його батька — ребе Леві-Іцхака Шнеєрсона.
Також експозиція першого залу містить унікальні експонати, присвячені участі євреїв у Першій світовій війні, революційних подіях 1917-1920-х рр., становленні землеробських колоній тощо. Музейні матеріали спрямовані на розвінчання деяких стереотипних уявлень, як-то про «єврея-комісара» чи «українця — петлюрівського погромника». Відвідувачі можуть чимало дізнатися про сіоністський рух в Україні та про демократизм Української Центральної Ради, про єврейські погроми та ставлення до них Петлюри, про євреїв — радянських лідерів та євреїв — жертв радянського режиму.
Нова експозиція присвячена масовим репресіям 1920–1930-х рр., зокрема, євреям у структурах ВЧК–ОГПУ–НКВС та євреям — жертвам репресій. В музеї створюється спеціальна експозиція, присвячена Голодомору українського народу 1932—1933 рр., де буде відображена, зокрема, доля євреїв та інших національних меншин — жертв злочину сталінського режиму.

## Друга зала— «Голокост»

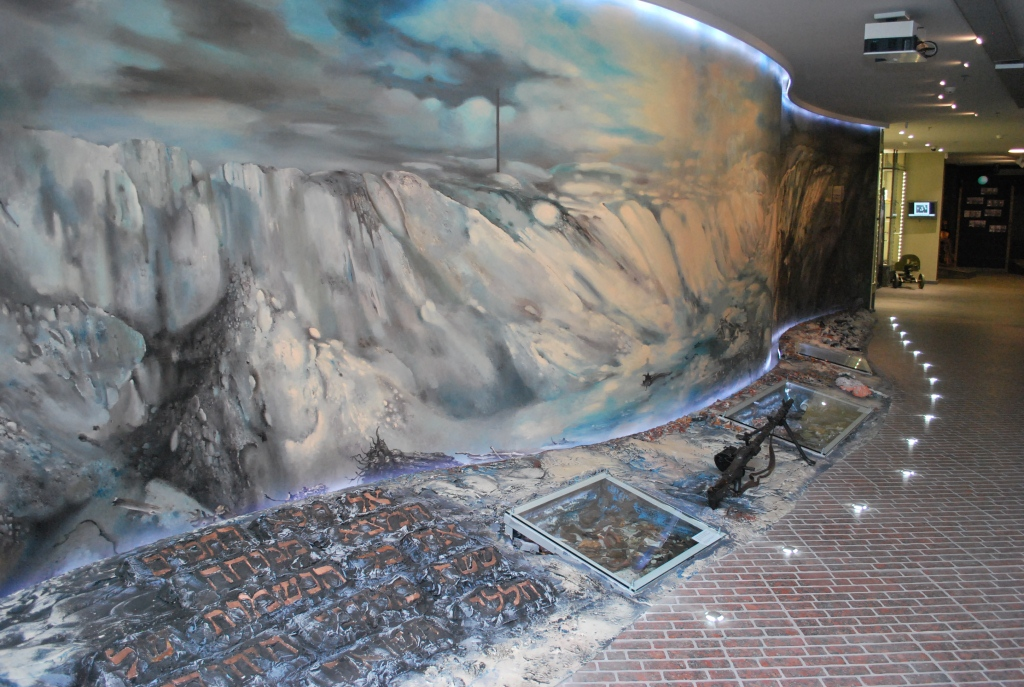
«Бабин Яр — Бабини Яри України»

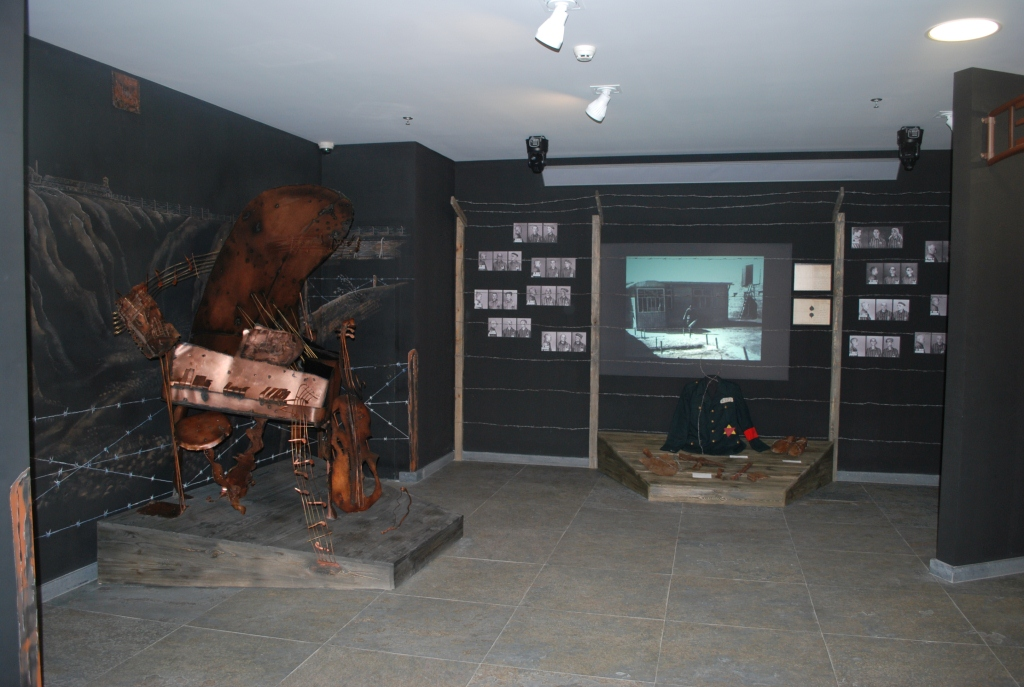
«Концтабори та табори смерті. Янівський табір»

На початку експозиції мова йде про виникнення нацистської ідеології, її антисемітську спрямованість. У центрі уваги — ідеологічна обробка свідомості німецької молоді, історія створення та функціонування «Гітлер'югенду», передана унікальними експонатами та кадрами документальної кінохроніки. Про «Кришталеву ніч», нацистські расові закони, антисемітську пропаганду в Німеччині та окупованій нацистами Європі розповідають тогочасні фільми, книги, газети, листівки і рідкісні предмети.
Події на українських теренах відтворюються у розділі «Завтра була війна» та в експозиціях, присвячених подіям після червня 1941-го — евакуації, депортації, гетто, концтаборам і «центрам знищення», колабораціонізму, Опору нацизму і «подвигу Праведників народів світу».
Відвудувачі можуть почути розповідь про духовний подвиг Митрополита Андрея Шептицького та Омеляна Ковча — історію спасіння родини Арона Вайса та інші драматичні сторінки історії. Музей не оминає важких питань історі на кшталт ставлення українських націоналістів до Голокосту, ролі ОУН та УПА в історії євреїв України — та участі самих євреїв у формуваннях УПА. Однією з кульмінаційних частин музею є діорама «Бабин Яр. Бабині Яри України», свідчення масового знищення євреїв — речі та їхні історії, нацистські накази та зафільмовані кадри розстрілів. Величезний обсяг інформації містить мультимедійна карта «Єврейські громади України під час Голокосту» — стислий перелік даних, про які повідомляє карта, складає більше 400 сторінок тексту. Пам'яті шести мільйонів загиблих присвячений «Зал імен — зал пам'яті».

## Третя зала— «Світ після Голокосту. Єврейська культура»

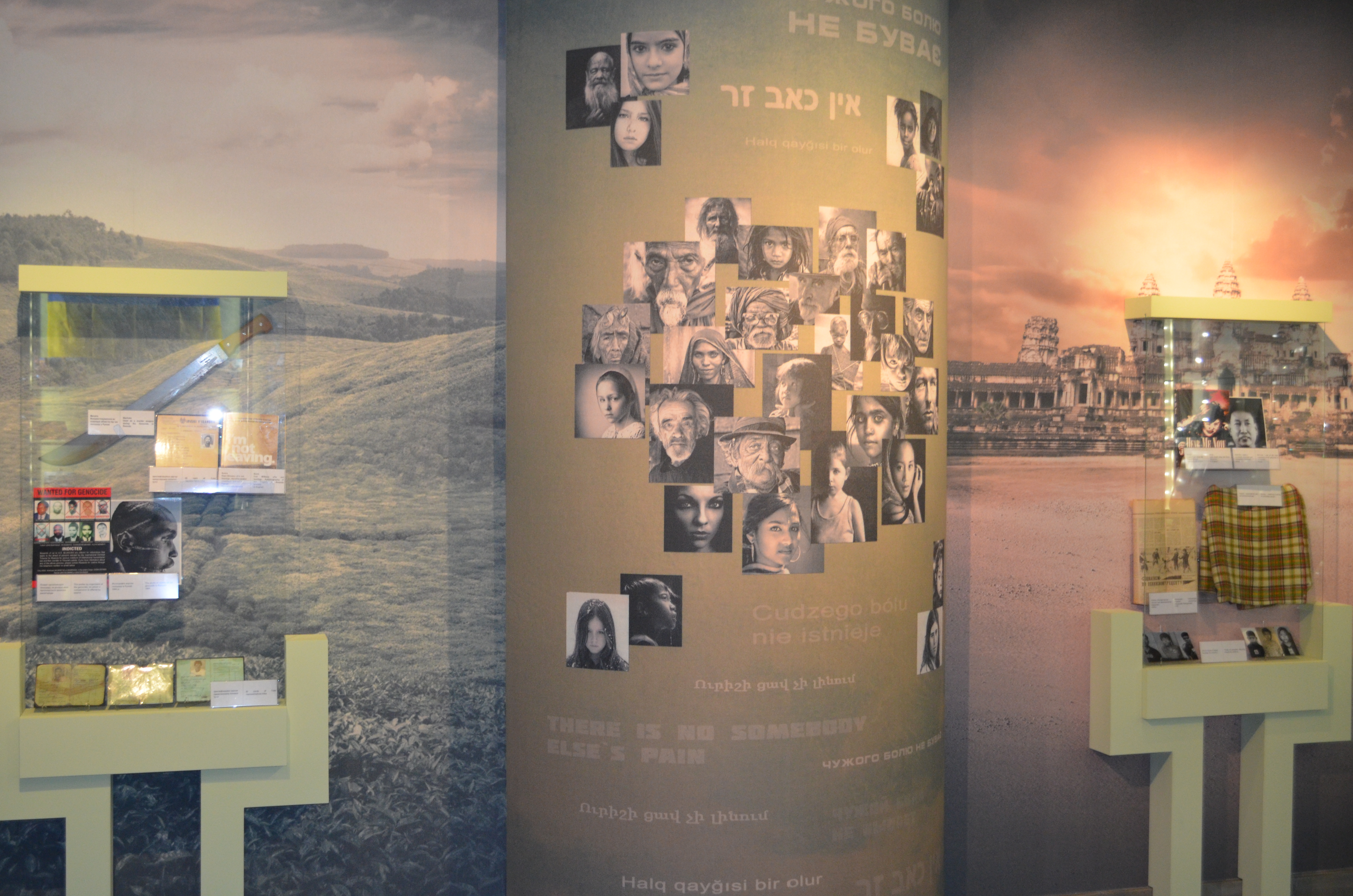
Експозиція Музею «Трагедії XX ст.». Головна ідея — «Чужого болю не буває…»

У залі розміщено експозиції, які об'єднані спільною темою «Світ після Голокосту». Особливе місце займає експозиція «Трагедії XX ст.», головна ідея якої — «Чужого болю не буває». Тут представлено документи, фотографії, особисті речі та інші експонати, пов'язані з вірменським геноцидом 1915 р., депортацією кримських татар та інших народів Криму (вірмен, болгар, греків), Волинською трагедією 1943 р., а також геноцидами в Камбоджі та Руанді.
Окремий розділ експозиції присвячений подіям Євромайдану, Революції гідності, АТО та російській агресії проти України. 

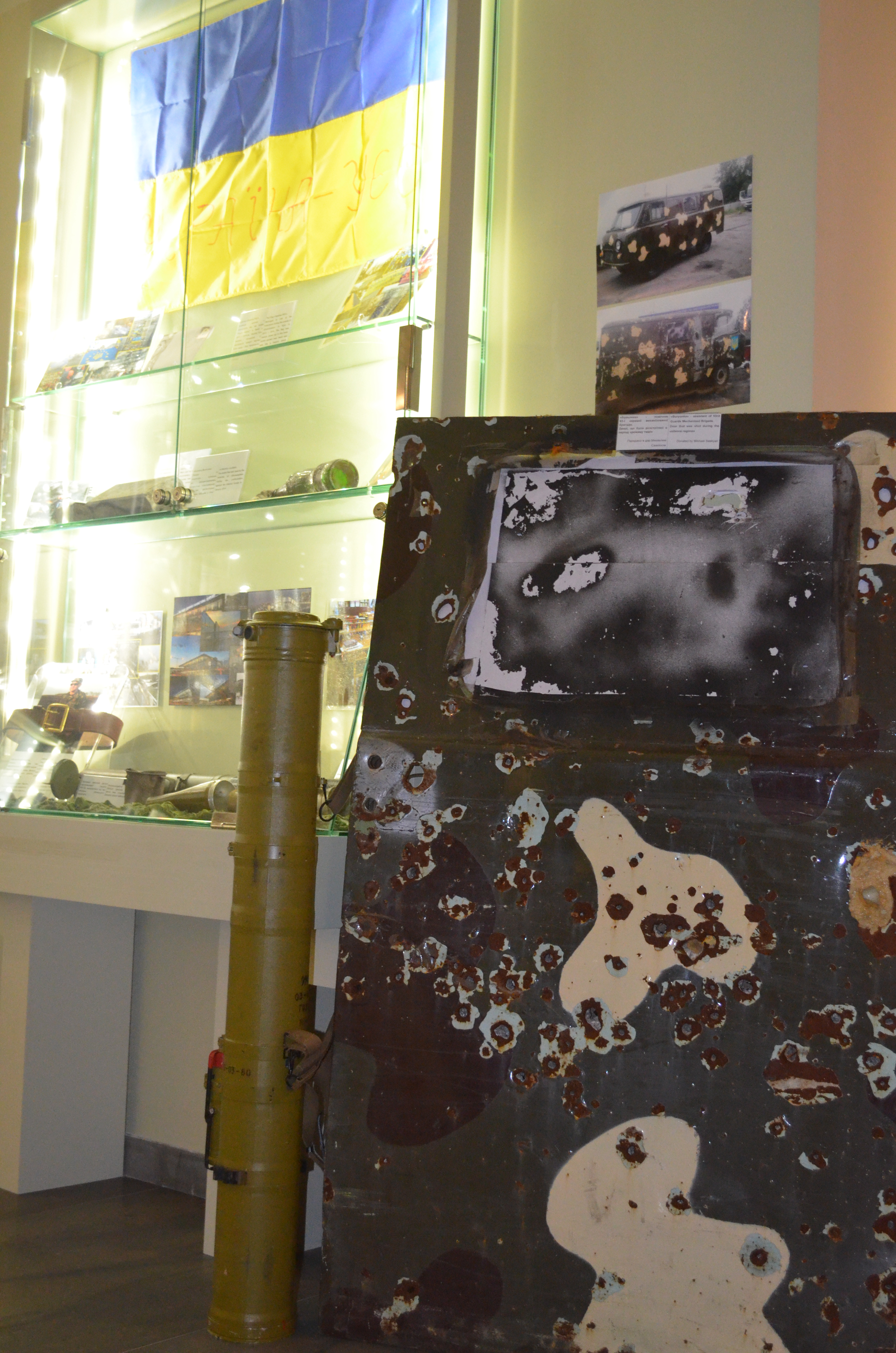
Нова експозиція, присвячена подіям Євромайдану в Україні, Революції Гідності та АТО

Важливий тематичний блок цього залу — «Єврейська культура». Тут представлені матеріали, пов'язані із зародженням та розвитком єврейського театру, літератури, кінематографу та музичної творчості.
У травні 2016 р. у Музеї було відкрито нову експозицію «Створення Держави Ізраїль». Експозиція містить матеріали, що розповідають про хвилі репатріації до Ізраїлю (алії), про створення перших сільськогосподарських поселень (кібуців) на території Ерец-Ісраель, про успіхи та досягнення сучасного Ізраїлю. Відвідувачі можуть побачити унікальні експонати, документи та фотографії, присвячені історії створення Держави Ізраїль, починаючи з часів Британського мандату 1922 р.; зразки зброї, яка використовувалася ізраїльськими солдатами під час Війни за незалежність, Синайської війни та війни Судного дня; гроші і марки 1950-х — 1980-х рр. та багато іншого.

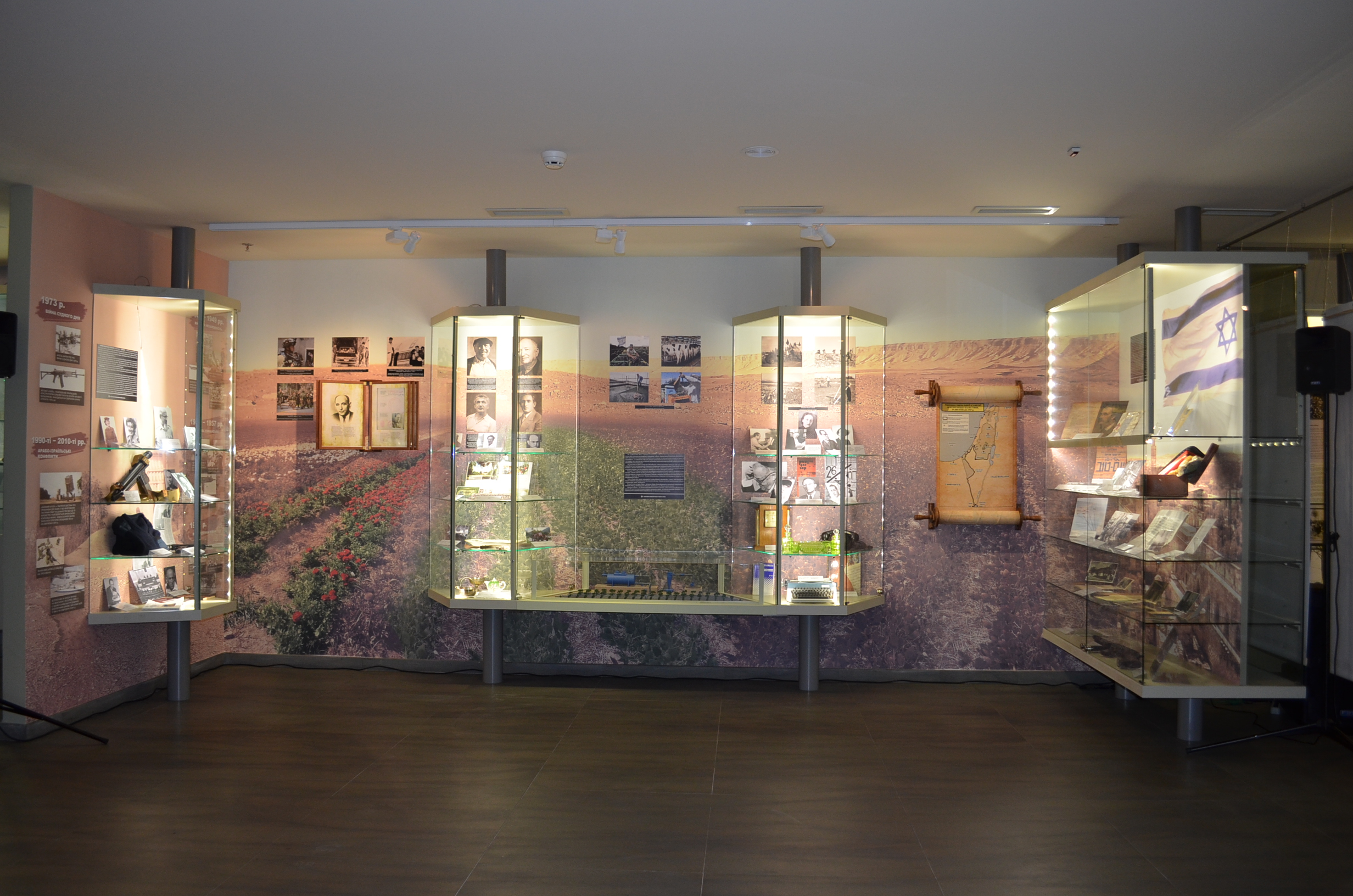
Експозиція «Створення Держави Ізраїль»

Формується експозиція, присвячена історії євреїв України після Голокосту.